# Sandra Roelofs
Sandra Elisabeth Roelofs (Georgisch: სანდრა ელისაბედ რულოვსი) (Terneuzen, 23 december 1968) is een voormalige first lady van Georgië in 2004-2013 naast president Micheil Saakasjvili. Roelofs leidde daarnaast 25 jaar lang een ngo, die humanitaire hulp gaf aan vrouwen, moeders en kinderen.

## Biografie

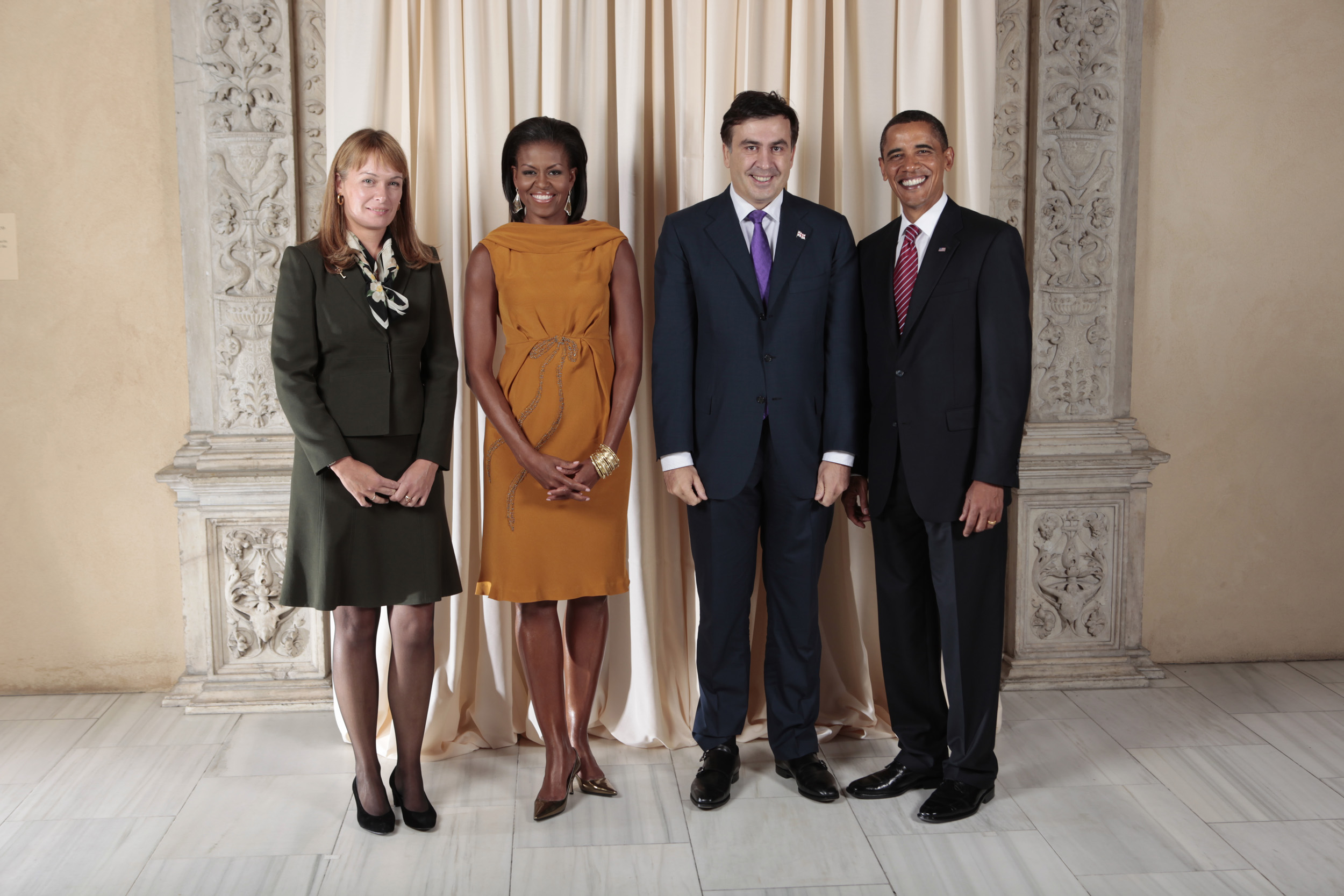
Sandra Roelofs samen met haar echtgenoot en het Amerikaanse presidentiële paar Barack en Michelle Obama (2009)

Roelofs studeerde cum laude af aan het Hoger Rijksinstituut voor Vertalers en Tolken in Brussel en het Internationale Instituut voor Mensenrechten in Straatsburg. Ze werkte als adviseur waarbij ze andere landen adviseerde over investeringen in Georgië. Naast haar werkzaamheden als presidentsvrouw heeft ze ontwikkelingsprojecten in Georgië opgezet en doceerde ze Frans aan de universiteit van Tbilisi.
Tijdens een cursus rechten van de mens in 1993 in Straatsburg ontmoette zij Saakasjvili. Ze vertrokken samen naar New York en verhuisden in 1995 naar de Georgische hoofdstad Tbilisi, waar haar man in datzelfde jaar in het parlement werd gekozen. Het echtpaar heeft twee zonen. Van 1999 tot 2002 was ze assistent van de ereconsul van Nederland in Tbilisi, en adviseerde ze Nederlandse bedrijven over investeren in Georgië. Begin 1998 richtte ze de Humanitaire Stichting "Soco" op.
Toen haar echtgenoot in november 2013 Georgië verliet, nadat zijn presidentschap erop zat, bleef Roelofs aanvankelijk in Tbilisi wonen. Nadat beslag was gelegd op hun appartement, week ook zij tijdelijk uit naar het buitenland, naar haar geboorteplaats Terneuzen.
In oktober 2016 deed Roelofs als nummer twee op de lijst van de oppositiepartij Verenigde Nationale Beweging, de partij van haar echtgenoot, mee aan de parlementsverkiezingen in Georgië. Ze was tevens kandidaat voor het parlement in het district Zoegdidi. In Zoegdidi behaalde Roelofs de tweede ronde, maar besloot zich daaruit terug te trekken uit protest tegen de in haar ogen gestolen verkiezing. Haar man had tot een partijbrede boycot van de tweede ronde opgeroepen. De Verenigde Nationale Beweging haalde 27 zetels, maar Roelofs besloot tevens om haar zetel via de partijlijst niet in te nemen. Een reden werd niet genoemd.
In mei 2019 was Roelofs burgemeesterskandidaat in een tussentijdse verkiezing in Zoegdidi, die gepaard ging met confrontaties en intimidatie. Met bijna 43% van de stemmen verloor ze deze verkiezing in de eerste ronde van een kandidaat van de regeringspartij Georgische Droom. Roelofs betwistte de uitslag en riep op tot nationale protesten. Daarna trok Roelofs zich terug uit de politiek en ging zich met haar stichting inzetten in Georgië voor kinderen met een beperking. In september 2023 kondigde Roelofs aan te scheiden van Saakasjvili.

## Publicatie
In maart 2005 verscheen haar autobiografie onder de titel De first lady van Georgië. Het verhaal van een idealiste.
Op 25 oktober 2006 opende zij de OBA Ladies Night te Amsterdam. Dit initiatief van de Openbare Bibliotheek Amsterdam geeft vrouwelijke auteurs de kans om zich te profileren. Deze jaarlijks terugkerende gebeurtenis is alleen voor vrouwen toegankelijk. Zij opende de avond met een lezing over haar leven in Georgië als first lady.

## Liefdadigheidswerk
In 1998 richtte Roelofs de humanitaire stichting SOCO op met als hoofddoel de uitvoering van door West-Europese en Georgische bedrijven gefinancierde programma's gericht op het ondersteunen van gezinnen met lage inkomens. SOCO is actief op het gebied van reproductieve gezondheid en kinderwelzijn in Georgië.
In 2007 richtte Roelofs Radio MUZA op, het eerste Georgische radiostation gericht op klassieke muziek. De Nederlandse Maartje van Weegen spande zich in voor het station door een actie in Nederland op te zetten om duizenden klassieke cd's in te zamelen. Het station legde echter de werkzaamheden in januari 2014 neer bij gebrek aan financiering. Het station werd voorheen gesteund door de Cartu stichting van oligarch Bidzina Ivanisjvili, maar deze stopte dit nadat de Georgische Droom-partij van Ivanisjvili de verkiezingen won in oppositie tegen Saakasjvili.

## Documentaire
In 2015 verscheen de documentaire Stand by Your President van filmmaker Ineke Smits waarin Roelofs in het laatste jaar als Georgische first lady terugkijkt op deze periode.